# Fabrizio Spera
Fabrizio Spera (* um 1960) ist ein italienischer Jazzschlagzeuger und Improvisationsmusiker.
Spera lebt in Rom und ist seit dem Ende der 1980er Jahre als professioneller Musiker aktiv. Er trat bei verschiedenen internationalen Festivals wie Controindicazioni in Rom, London Musician’s Collective, Musique Actuelle in Victoriaville, dem Jazzhaus Festival in Köln, Alternativa in Prag, und dem Total Music Meeting in Berlin auf und arbeitete mit Musikern wie Peter Kowald, Jon Rose, Dagmar Krause, Tom Cora, Conrad Bauer, Tristan Honsinger, Phil Minton, Barre Phillips und Wolfgang Fuchs zusammen. Daneben ist er auch auf dem Gebiet der Hörspiel- und Theatermusik aktiv.
Spera ist Mitglied mehrerer Formationen: Mit Elio Martusciello und Luca Venitucci bildet er die Gruppe Ossatura, mit Dirk Bruinsma, Frank Crjins und Paed Conca das Blast4tet. Mit Sabina Meyer, Lauro Rossi und Fabrizio Puglisi führt er als Gruppe Viktoria Frey Songs von Hanns Eisler auf. Mit Wolfgang Fuchs und Thomas Lehn tourte er 2000 als Trio Lingua in Deutschland, mit Alberto Braida und Lisle Ellis 2004 als Trio Di Terra. Eine weitere Trioformation bildet er mit John Butcher und John Edwards, die sich mit dem Pianisten Alberto Braida zu dem Quartett Weightless erweiterte. 2008 tourte er mit Alfred Harths 7k Oaks (mit Massimo Pupillo (Zu) und Luca Venitucci) durch Europa (und 2011 in Kanada).

## Diskographische Hinweise
- Blast4tet: Purist Sirup, 1992
- Ossatura: Dentro (mit Tim Hodgkinson), 1998
- Blast4tet: A Sophisticated Face, 1999
- Ossatura und Schismophonia: Sotto il Sole di Roma, 2000
- Wolfgang Fuchs, Thomas Lehn, Fabrizio Spera: Lingua, 2000[1]
- Ossatura: Verso, 2002
- Pierluigi Castellano: Zonacalda, 2002
- Blast4tet: Altra Strata, 2003
- Alberto Braida, Lisle Ellis, Fabrizio Spera Di Terra, 2004[2]
- Blast4tet: Sift, 2006
- Weightless: A Brush with Dignity, Clean Feed Records 2008[3]
- Roberto Bellatalla, Sandro Satta, Fabrizio Spera Re-Union, 2011
- Marco Colonna / Edoardo Marraffa / Fabrizio Spera / Marco Zanotti: Red Planet (Relative Pitch Records, 2023)